# Biomeigenia auripollinosa
Biomeigenia auripollinosa är en tvåvingeart som beskrevs av Chao och Liu 1985. Biomeigenia auripollinosa ingår i släktet Biomeigenia och familjen parasitflugor. Inga underarter finns listade i Catalogue of Life.